# Новомосковская городская электричка
Новомосковская городская электричка — транспортная система железнодорожного транспорта города Новомосковска, созданная в 1934 году.

## История
Регулярное движение пригородных поездов на паровой тяге началось в 1934 году. Поезда курсировали между жилыми районами и промышленной зоной. В центре города по ул. Московской проходила железнодорожная линия. Здесь же находился главный городской вокзал. Пригородные поезда следовали от него в северном направлении (в промышленную зону) и в южном направлении, в сторону станции Бобрик-Донской.
В 1960 году была завершена электрификация участка между станциями Сборная — Северная. 
В 1961 году был открыт новый вокзал Новомосковск-1. Началось регулярное движение электропоездов. Линия, проходившая по Московской улице была ликвидирована. В деревянном здании старого вокзала на Московской улице был открыт музей, который позднее сгорел вместе со всеми экспонатами. Начальный участок от станции Урванка до Московской улицы был сохранён и электрифицирован. В этом же году на нём была открыта новая конечная станция Московская.
К 1970-м годам, когда были электрифицированы участки между станциями Северная — Маклец, Сборная — Бобрик-Донской, Урванка — Анилиновая, «Новомосковское кольцо» достигло высокого уровня развития. Планировалась электрификация линии Ключёвка — Молодёжная — Задонская, но она не была реализована.
С начала 1990-х годов пассажиропоток начал резко сокращаться. Интервал движения электропоездов значительно уменьшился. В связи с этим был разобран второй путь на перегоне Новомосковская II — Ключёвка. «Новомосковское кольцо» практические полностью стало однопутным, за исключением участка в промышленной зоне между станциями Северная — Новомосковская-2.
В 2001 году было прекращено движение электропоездов на линии Урванка — Анилиновая, контактная сеть демонтирована. Был разобран перегон Урванка — Гипсовая. Грузовое движение на Анилиновую стало осуществляться через станции Ключёвка и Гипсовая.
В 2004 году на самом оживлённом участке Урванка — Северная оставалось в ходу около 20 пар электропоездов по рабочим дням, около 15 пар — по выходным дням. «Новомосковское кольцо» переживало не лучшие времена. Объём пассажирских перевозок сокращался. Новомосковские электропоезда считались самыми убыточными на Московской железной дороге, т.к. многие пассажиры пользовались электричкой без покупки билетов, воспринимая её как бесплатный вид транспорта. Т.к., в отличие от Московского узла, устройства автоматического контроля (турникеты) здесь отсутствовали. Кроме электропоездов, на участке Бобрик-Донской — Урванка — Маклец курсировали 3—4 пары дизель-поездов (маршруты Узловая — Урванка — Ожерелье, Тула — Узловая — Урванка — Маклец), а также пассажирский поезд сообщением Новомосковская I — Узловая — Москва. На участке Урванка — Московская пассажирские перевозки выполнялись только электропоездами.
После 2004 года упадок продолжился. Настала угроза полного прекращения движения электропоездов. 
В 2009 году в рабочие дни от станции Урванка до станций Северная и Маклец отправлялось 11 поездов (из них 3 — дизель-поезда), в выходные дни — 9 поездов (из них 2 — дизель-поезда). После ликвидации платформ и остановки по станции Новомосковская-2 использование дизель-поезда сообщением Узловая — Урванка — Ожерелье стало невозможным. Также летом этого года было прекращено движение электропоездов от Урванки до Московской, а вслед за этим выполнен демонтаж линии Урванка — Московская. 
В настоящее время на маршруте Новомосковской электрички работают электропоезда серии ЭД4Мк в четырёхвагонной составности, совершая неспешные рейсы по участку Бобрик-Донской - Маклец.

## Маршрут
- Маклец
- Северная
- Заводской парк
- Химкомбинат
- ГРЭС
- Новомосковск-2 (грузовая, движение без остановки)
- Ключёвка
- Урванка
- Новомосковск-1
- Сборная-Угольная
- Бобрик-Донской